# Église Saint-Roch (Parijs)

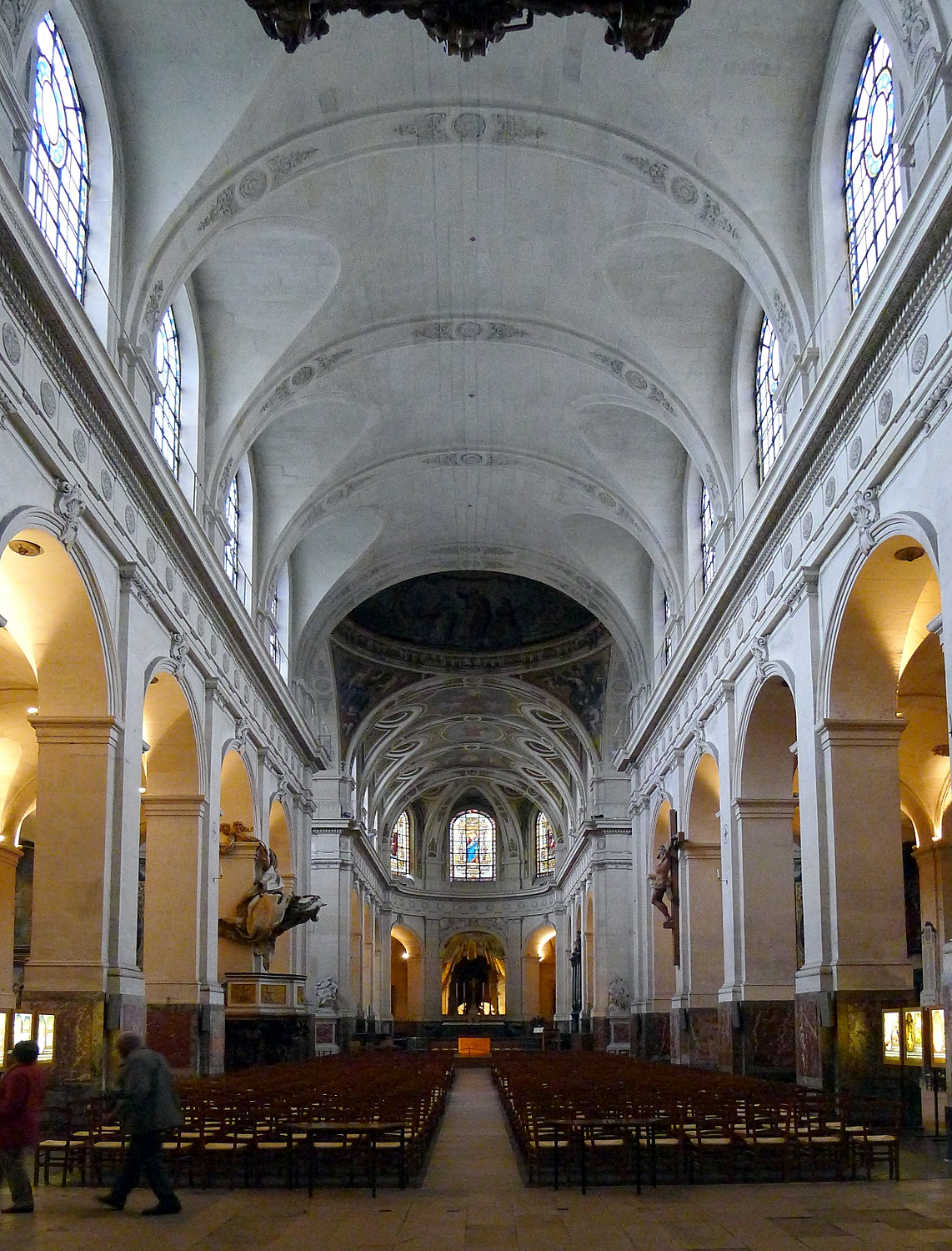
Het middenschip van de kerk

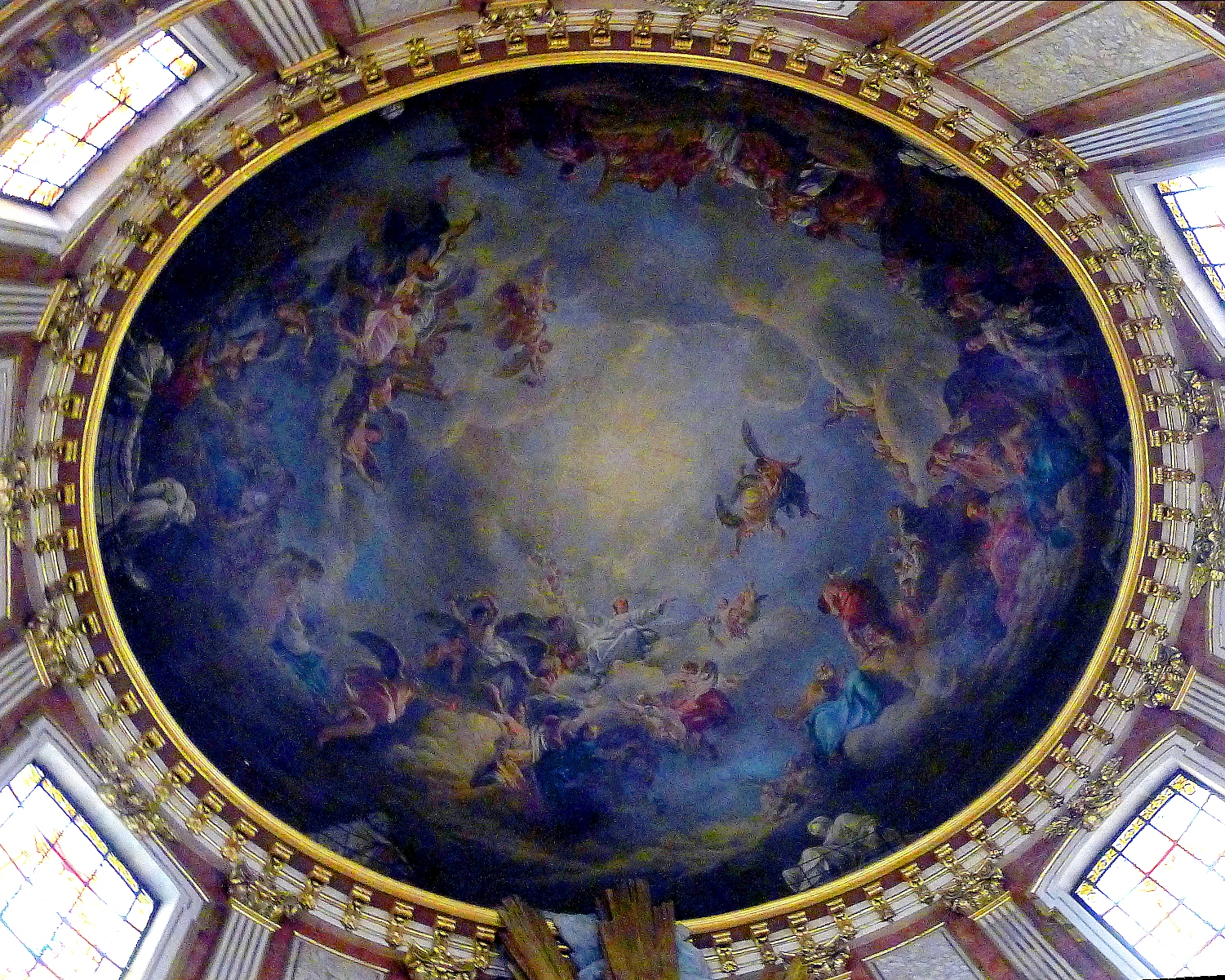
Binnenzijde van de koepel van de Mariakapel

De Église Saint-Roch (Nederlands: Sint-Rochuskerk) is een kerk in het 1e arrondissement van de Franse hoofdstad Parijs, gesitueerd aan de Rue Saint-Honoré. De kerk is gewijd aan de pestheilige Rochus van Montpellier. Ze behoort tot de grotere parochiekerken van de stad.

## Geschiedenis
De Saint-Roch werd in opdracht van Lodewijk de Veertiende gebouwd naar ontwerp van Jacques Lemercier. De koning legde zelf in 1653 de eerste steen, samen met zijn moeder Anna van Oostenrijk. Wegens geldgebrek lagen de werkzaamheden vanaf 1660 geregeld lange tijd stil. In 1701 werd onder leiding van de beroemde architect Jules Hardouin-Mansart de bouw hervat. Het duurde echter tot 1736 voordat de voorgevel werd opgetrokken.

### Architectuur
De kerk is in jezuïtische barokstijl ontworpen door Robert de Cotte.
De Saint-Roch is een driebeukig bouwwerk met dwarsschip en ronde koorsluiting in klassieke stijl. Opvallend is de grote ovale Mariakapel in het verlengde van het koor, in 1706 ontworpen door Jules Hardouin-Mansart. De kerk bezit talloze kunstwerken. Veel beeldhouwwerken gingen echter verloren tijdens de Franse Revolutie, toen de kerk werd leeggeplunderd. In de kerk liggen onder meer Pierre Corneille, André Le Nôtre en Denis Diderot begraven.

## Orgel
Het orgel van de kerk stamt uit 1842 en is gebouwd door de befaamde Aristide Cavaillé-Coll. Het bevat:
- 4 klavieren en pedalen
- 60 orgelregisters
- Mechanische aandrijving van de klavieren en registers
- 2832 orgelpijpen

Een van de bekendste organisten was Claude-Bénigne Balbastre. Zijn muziek trok zoveel bezoekers, dat de aartsbisschop van Parijs hem verbood te spelen tijdens de advent, omdat de Saint-Roch de menigte niet aankon.